# Singleton (patron de conception)
Pour l’article homonyme, voir Singleton.
 (juin 2015).
Si vous disposez d'ouvrages ou d'articles de référence ou si vous connaissez des sites web de qualité traitant du thème abordé ici, merci de compléter l'article en donnant les références utiles à sa vérifiabilité et en les liant à la section « Notes et références ».
 (février 2019).
En génie logiciel, le singleton est un patron de conception (design pattern), appartenant à la catégorie des patrons de création, dont l'objectif est de restreindre l'instanciation d'une classe à un seul objet. On fournira alors un accès global à celui-ci. Il s'agit d'un des patrons de création les plus simples mais les plus couramment utilisés.
Il est utilisé lorsqu'on a besoin d'exactement un objet pour coordonner des opérations dans un système. Le modèle est parfois utilisé pour son efficacité, lorsque le système est plus rapide ou occupe moins de mémoire avec un seul objet qu'avec beaucoup d'objets similaires.

## Principe
On implémente le singleton en écrivant une classe contenant une méthode qui crée une instance uniquement s'il n'en existe pas encore. Sinon elle renvoie une référence vers l'objet qui existe déjà. Dans beaucoup de langages de type objet, il faudra veiller à ce que le constructeur de la classe soit privé, afin de s'assurer que la classe ne puisse être instanciée autrement que par la méthode de création contrôlée.
Le singleton doit être implémenté avec précaution dans les applications multi-thread. Si deux threads exécutent en même temps la méthode de création alors que l'objet unique n'existe pas encore, il faut absolument s'assurer qu'un seul créera l'objet, et que l'autre obtiendra une référence vers ce nouvel objet.
La solution classique à ce problème consiste à utiliser l'exclusion mutuelle pour indiquer que l'objet est en cours d'instanciation.

## Implémentations

### D
Voici une class template écrite en D du pattern singleton :
```
class
 
Singleton
(
T
)
  

{

	
public

	
{

		
static
 
T
 
getSingleton
()
 

		
{

			
if
(
_instance
 
is
 
null
)
 

				
_instance
 
=
 
new
 
T
;

			

			
return
 
_instance
;

		
}

	
}

	
private

	
{

		
this
()

		
{

		     	
_instance
 
=
 
cast
(
T
)
 
this
;

		
}

		
~
this
()

		
{}

	

		
static
 
T
 
_instance
;
 

	
}

}

```

### Java
Voici une solution écrite en Java (il faut écrire un code similaire pour chaque classe singleton) :
```
 
// La classe est finale, car un singleton n'est pas censé avoir d'héritier.

 
public
 
final
 
class
 
Singleton
 
{

     
// L'utilisation du mot clé volatile, en Java version 5 et supérieure,

     
// empêche les effets de bord dus aux copies locales de l'instance qui peuvent être modifiées dans le thread principal.

     
// De Java version 1.2 à 1.4, il est possible d'utiliser la classe ThreadLocal.

     
private
 
static
 
volatile
 
Singleton
 
instance
 
=
 
null
;

 

     
// D'autres attributs, classiques et non "static".

     
private
 
String
 
---
;

     
private
 
int
 
zzz
;

     
/**

      * Constructeur de l'objet.

      */

     
private
 
Singleton
()
 
{

         
// La présence d'un constructeur privé supprime le constructeur public par défaut.

         
// De plus, seul le singleton peut s'instancier lui-même.

         
super
();

     
}

     

     
/**

      * Méthode permettant de renvoyer une instance de la classe Singleton

      * @return Retourne l'instance du singleton.

      */

     
public
 
final
 
static
 
Singleton
 
getInstance
()
 
{

         
//Le "Double-Checked Singleton"/"Singleton doublement vérifié" permet 

         
//d'éviter un appel coûteux à synchronized, 

         
//une fois que l'instanciation est faite.

         
if
 
(
Singleton
.
instance
 
==
 
null
)
 
{

            
// Le mot-clé synchronized sur ce bloc empêche toute instanciation

            
// multiple même par différents "threads".

            
// Il est TRES important.

            
synchronized
(
Singleton
.
class
)
 
{

              
if
 
(
Singleton
.
instance
 
==
 
null
)
 
{

                
Singleton
.
instance
 
=
 
new
 
Singleton
();

              
}

            
}

         
}

         
return
 
Singleton
.
instance
;

     
}

     
// D'autres méthodes classiques et non "static".

     
public
 
void
 
faire
---
(...)
 
{

       
...

       
this
.
xxx
 
=
 
"bonjour"
;

     
}

     
public
 
void
 
faireZzz
(...)
 
{

       
...

     
}

    

 
}

```

Pour plus d'information, sur ce patron : Cf The "Double-Checked Locking is Broken" Declaration.
Attention, l'usage du double checked locking est une mauvaise idée en Java. Ça ne fonctionne simplement pas dans un environnement multithread. Idem pour « volatile ».
Exemple d'utilisation :
```
 
public
 
static
 
void
 
main
(
String
[]
 
args
)
 
{

   
// Il ne faut pas copier un singleton dans une variable locale sauf dans les cas d'optimisations extrêmes.

   
Singleton
.
getInstance
().
faire
---
(
1
,
2
,
3
);

   
Singleton
.
getInstance
().
faireZzz
(
3
,
4
,
5
);

 
}

```

Il est à noter que l'usage du pattern singleton en Java n'est pas des plus approprié car l’instanciation tardive de la classe que l'on cherche à obtenir est en fait le comportement par défaut du Java et le pattern "standard" risque juste de générer des bugs et des complications. En effet le ClassLoader de la JVM va charger les classes à la première utilisation et donc :
1. Le mutex (la variable du synchronized) quel qu'il soit est créé à ce moment et donc est très artificiel ;
2. La classe est nativement un singleton sur lequel il est naturel de s’appuyer.

À partir de cette remarque plusieurs implémentations sont possibles :
1. Initialisation directe de la variable instance.

```
public
 
final
 
class
 
Singleton
 
{

  
private
 
final
 
static
 
Singleton
 
instance
 
=
 
new
 
Singleton
();

  
public
 
final
 
static
 
Singleton
 
getInstance
()
 
{
 
return
 
instance
;
 
}

  
private
 
Singleton
()
 
{}

}

```

1. Initialisation dans un bloc "static".

```
public
 
final
 
class
 
Singleton
 
{

  
private
 
static
 
Singleton
 
instance
 
=
 
null
;

  
static
 
{

    
instance
 
=
 
new
 
Singleton
();

  
}

  
public
 
final
 
static
 
Singleton
 
getInstance
()
 
{
 
return
 
instance
;
 
}

  
private
 
Singleton
()
 
{}

}

```

1. Utilisation d'un "enum" à la place d'une classe.

```
public
 
enum
 
Singleton
 
{

  
SINGLETON
;

}

```

L'utilisation se fait par appel de la seule valeur de l'enum :
```
Singleton
.
SINGLETON
;

```

Cette dernière forme est fortement recommandée depuis Java 1.5,, mais l'utilisation d'une énumération étant gourmande, ce n'est donc pas l'idéal si le but recherché est la performance.
À noter que l'unicité du singleton est dépendante de l'unicité du ClassLoader.

### C++
Voici une implémentation possible en C++, connue sous le nom de singleton de Meyers. Le singleton est un objet static et local. Attention : cette solution n'est pas sûre dans un contexte multi-thread jusqu'en C++11 ; elle sert plutôt à donner une idée du fonctionnement d'un singleton qu'à être réellement utilisée dans un grand projet logiciel. Aucun constructeur ou destructeur ne doit être public dans les classes qui héritent du singleton.
```
 
template
<
typename
 
T
>
 
class
 
Singleton

 
{

   
public
:

     
static
 
T
&
 
Instance
()

     
{

         
static
 
T
 
theSingleInstance
;
 
// suppose que T a un constructeur par défaut

         
return
 
theSingleInstance
;

     
}

 
};

 

 
class
 
OnlyOne
 
:
 
public
 
Singleton
<
OnlyOne
>

 
{

     
// constructeurs/destructeur de OnlyOne accessibles au Singleton

     
friend
 
class
 
Singleton
<
OnlyOne
>
;
 

     
//...définir ici le reste de l'interface

 
};

```

Dans un langage à base de prototypes, où sont utilisés des objets mais pas des classes, un singleton désigne seulement un objet qui n'a pas de copies, et qui n'est pas utilisé comme prototype pour d'autres objets.
Une autre façon de voir les choses est de mettre un booléen en statique dans la classe, qui indique si une instance est déjà créée, et de refuser la création si c'est le cas :
```
class
 
Singleton

{

public
:

    
Singleton
()

    
{

        
if
 
(
alreadyCreated
)

            
throw
 
logic_error
(
"Vous ne pouvez pas créer une seconde instance de la classe Singleton."
);

        
// Sinon, on construit la classe et on déclare l'objet créé

        
alreadyCreated
 
=
 
true
;

    
}

    
~
Singleton
()

    
{

        
// Si on veut pouvoir recréer la classe plus tard, on déclare l'objet non existant

        
alreadyCreated
 
=
 
false
;

    
}

    

protected
:

    
static
 
bool
 
alreadyCreated
;

};

// Et on déclare alreadyCreated comme faux au début !

bool
 
Singleton
::
alreadyCreated
 
=
 
false
;

```

Cette méthode permet aussi de limiter un nombre d'instances, en remplaçant le booléen par un nombre, et le test par une comparaison.

### Eiffel
Voici une classe Eiffel utilisant le pattern singleton :
```
class
 
SINGLETON

create
	
make

feature
 
{
NONE
}
 
-- Initialisation

	
make

		
require

			
Not_Already_Created
:
 
not
 
already_created
.
item

		
do

			
already_created
.
put
 
(
True
)

		
end

feature
 
-- Singleton

	
already_created
:
CELL
[
BOOLEAN
]

		
once
 
(
"PROCESS"
)

			
create
 
Result
.
put
(
False
)

		
end

end

```

### VB.Net
```
Public
 
Class
 
Singleton

    
' Variable locale pour stocker une référence vers l'instance

    
Private
 
Shared
 
instance
 
As
 
Singleton
 
=
 
Nothing

    
Private
 
Shared
 
ReadOnly
 
mylock
 
As
 
New
 
Object
()

    
' Le constructeur est Private

    
Private
 
Sub
 
New
()

        
'

    
End
 
Sub

    
' La méthode GetInstance doit être Shared

    
Public
 
Shared
 
Function
 
GetInstance
()
 
As
 
Singleton

        
If
 
instance
 
Is
 
Nothing
 
Then

            
SyncLock
 
(
mylock
)

                
' Si pas d'instance existante on en crée une...

                
If
 
instance
 
Is
 
Nothing
 
Then

                    
instance
 
=
 
New
 
Singleton

                
End
 
If

            
End
 
SyncLock

        
End
 
If

        
' On retourne l'instance de Singleton

        
Return
 
instance

    
End
 
Function

End
 
Class

```

### C#
```
public
 
class
 
Singleton

{

    
private
 
static
 
Singleton
 
_instance
;

    
static
 
readonly
 
object
 
instanceLock
 
=
 
new
 
object
();

    
private
 
Singleton
()
 

    
{

		

    
}

    
public
 
static
 
Singleton
 
Instance

    
{

        
get

        
{

            
if
 
(
_instance
 
==
 
null
)
 
//Les locks prennent du temps, il est préférable de vérifier d'abord la nullité de l'instance.

            
{

                
lock
 
(
instanceLock
)

                
{

	            
if
 
(
_instance
 
==
 
null
)
 
//on vérifie encore, au cas où l'instance aurait été créée entretemps.

	               
_instance
 
=
 
new
 
Singleton
();

                
}

            
}

            
return
 
_instance
;

        
}

    
}

}

// Autre implémentation possible, depuis le .Net 4, sans lock

public
 
sealed
 
class
 
Singleton

{

    
private
 
static
 
readonly
 
Lazy
<
Singleton
>
 
_lazy
 
=
 
new
 
Lazy
<
Singleton
>
(()
 
=>
 
new
 
Singleton
());

    

    
public
 
static
 
Singleton
 
Instance
 
{
 
get
 
{
 
return
 
_lazy
.
Value
;
 
}
 
}

    
private
 
Singleton
()

    
{

    
}

}

```

### Objective-C
```
+
 
(
instancetype
)
sharedInstance

{

	
static
 
dispatch_once_t
 
pred
;

	
static
 
MyClass
 
*
 
sharedInstance
 
=
 
nil
;

	
dispatch_once
(
&
pred
,
 
^
{

            
sharedInstance
 
=
 
[
self
 
new
];

        
});

	
return
 
sharedInstance
;

}

```

### ActionScript
```
public
 
class
 
Singleton

{

	
private
 
static
 
var
 
_instance
:
Singleton
;

	

	
public
 
static
 
function
 
getInstance
()
:
Singleton
{

		
if
 
(
_instance
==
 
null
)
 
{

			
_instance
=
 
new
 
Singleton
();

		
}

		

		
return
 
_instance
;

	
}

	

	
public
 
function
 
Singleton
()
 
{

		

	
}

}

```

### ActionScript 3
Une autre implémentation du singleton en AS3 qui prend en compte les spécificités du langage et surtout la définition du pattern
Déclaration d'une constante de type SingletonImpl :
```
package
 
patterns
 
{

	
public
 
const
 
Singleton
:
SingletonImpl
 
=
 
new
 
SingletonImpl
();

}

```

L'implémentation proprement dite du Singleton :
```
package
 
patterns
 
{

	
internal
 
class
 
SingletonImpl
 
{

                
private
 
static
 
var
 
instancied
:
Boolean
 
=
 
false
;

                
public
 
function
 
SingletonImpl
()

		
{

			
if
(
instancied
)

				
throw
 
new
 
Error
 
(
"Pattern Singleton: only one instance is permit"
);

				

			
instancied
 
=
 
true
;

		
}

		
public
 
function
 
log
(
msg
:
String
)
:
void
 
{

			
trace
(
msg
);

		
}

	
}

}

```

Son utilisation est plutôt simple :
```
Singleton
.
log
(
"Toto"
);

```

### Python

#### Implémentation simple
```
class
  
Singleton
 
(
object
):

    
instance
 
=
 
None
       
# Attribut statique de classe

    
def
 
__new__
(
cls
):
 
        
"méthode de construction standard en Python"

        
if
 
cls
.
instance
 
is
 
None
:

            
cls
.
instance
 
=
 
object
.
__new__
(
cls
)

        
return
 
cls
.
instance

# Utilisation

monSingleton1
 
=
  
Singleton
()

monSingleton2
 
=
  
Singleton
()

# monSingleton1 et monSingleton2 renvoient à la même instance

assert
 
monSingleton1
 
is
 
monSingleton2

```

Les deux variables référencent ici la même instance. Cette solution ne nécessite pas de méthode spécifique pour accéder à l'instance de classe (comparativement à d'autres langages, où il est d'usage d'implémenter une méthode getInstance(), par exemple).

#### Considérations avancées
D'après le développeur Python Alex Martelli, le patron de conception Singleton a un nom élégant mais trompeur, car il met l'accent sur l'identité plutôt que sur l'état de l'objet. D'où l'apparition d'un patron alternatif, appelé Borg , pour lequel toutes les instances partagent le même état. Il est généralement accepté par la communauté de développeurs Python que le partage d'état entre instances est plus élégant que la mise en cache de la création d'instances identiques lors de l'initialisation de la classe.
L'implémentation de cet état partagé est quasiment transparente en Python :
```
class
 
Borg
:

   
__shared_state
 
=
 
{}
 
# variable de classe contenant l'état à partager

   
def
 
__init__
(
self
):

       
# copie de l'état lors de l'initialisation d'une nouvelle instance

       
self
.
__dict__
 
=
 
self
.
__shared_state
 
   
# suivi de ce qui est nécessaire à la classe, et c'est tout!

```

L'implémentation ci-dessus peut être améliorée en tirant parti du nouveau type de classe de Python, ne nécessitant ainsi qu'une seule instance :
```
class
  
Singleton
 
(
object
):

   
instance
 
=
 
None
       
    
def
 
__new__
(
classe
,
 
*
args
,
 
**
kargs
):
 
        
if
 
classe
.
instance
 
is
 
None
:

            
classe
.
instance
 
=
 
object
.
__new__
(
classe
,
 
*
args
,
 
**
kargs
)

        
return
 
classe
.
instance

# Utilisation:

monSingleton1
 
=
  
Singleton
()

monSingleton2
 
=
  
Singleton
()

 

# monSingleton1 et  monSingleton2 renvoient à la même instance.

assert
 
monSingleton1
 
is
 
monSingleton2

```

- La méthode __init__ est exécutée pour chaque appel à Singleton() ;
- Afin de permettre à une classe d'hériter d'un Singleton, la variable de classe instance devrait être un dictionnaire Python appartenant explicitement à la classe Singleton, comme illustré ci-dessous :

```
class
  
InheritableSingleton
 
(
object
):

    
# Dictionnaire Python référencant les instances déjà créés

    
instances
 
=
 
{}

    
def
 
__new__
(
cls
,
 
*
args
,
 
**
kargs
):
 
        
if
 
InheritableSingleton
.
instances
.
get
(
cls
)
 
is
 
None
:

            
InheritableSingleton
.
instances
[
cls
]
 
=
 
object
.
__new__
(
cls
,
 
*
args
,
 
**
kargs
)

        
return
 
InheritableSingleton
.
instances
[
cls
]

```

### Ruby
Le patron singleton existe dans la bibliothèque standard du langage Ruby. C'est un mixin qu'il suffit d'inclure dans la classe qui doit être un singleton.
```
require
 
'singleton'

class
 
Config

  
include
 
Singleton

  
def
 
foo

    
puts
 
'foo'

  
end

end

config
 
=
 
Config
.
instance

config
.
foo

```

La sortie de ce script est « foo ».

### PHP 5
Voici une solution écrite en PHP :
```
class
 
Singleton
 
{

    
private
 
static
 
$_instance
;

    
/**

     * Empêche la création externe d'instances.

     */

    
private
 
function
 
__construct
 
()
 
{}

    
/**

     * Empêche la copie externe de l'instance.

     */

    
private
 
function
 
__clone
 
()
 
{}

    
/**

     * Renvoi de l'instance et initialisation si nécessaire.

     */

    
public
 
static
 
function
 
getInstance
 
()
 
{

        
if
 
(
!
(
self
::
$_instance
 
instanceof
 
self
))

            
self
::
$_instance
 
=
 
new
 
self
();

        
return
 
self
::
$_instance
;

    
}

    
/**

     * Méthodes dites métier

     */

    
public
 
function
 
uneAction
 
()
 
{}

}

// Utilisation

Singleton
::
getInstance
()
->
uneAction
();

```

Il faut noter qu'avant PHP 5.3, il n'est pas possible d'hériter une classe de type Singleton. En effet, l'accesseur self:: se réfère toujours à la classe dans laquelle il est écrit.
Depuis PHP 5.3, la classe suivante fonctionne et est héritable :
```
class
 
Singleton

{

    
private
 
static
 
$instances
 
=
 
array
();

    
    
final
 
private
 
function
 
__construct
()

    
{

    
}

    
    
final
 
public
 
function
 
__clone
()

    
{

        
trigger_error
(
"Le clonage n'est pas autorisé."
,
 
E_USER_ERROR
);

    
}

    
    
final
 
public
 
static
 
function
 
getInstance
()

    
{

        
$c
 
=
 
get_called_class
();

       
        
if
(
!
isset
(
self
::
$instances
[
$c
]))

        
{

            
self
::
$instances
[
$c
]
 
=
 
new
 
$c
;

        
}

       
        
return
 
self
::
$instances
[
$c
];

    
}

}

```

Il est aussi possible d'utiliser static::, bien plus adapté.

### Perl
Pour les versions de Perl à partir de 5.10, une variable d'état fait l'affaire.
```
package
 
MySingletonClass
;

use
 
strict
;

use
 
warnings
;

use
 
5.10
;

sub
 
new
 
{

    
my
 
(
$class
)
 
=
 
@_
;

    
state
 
$the_instance
;

    
if
 
(
!
 
defined
 
$the_instance
)
 
{

        
$the_instance
 
=
 
bless
 
{
 
},
 
$class
;

    
}

    
return
 
$the_instance
;

}

```

Pour les versions plus anciennes, c'est une fermeture qui fera l'affaire.
```
package
 
MySingletonClass
;

use
 
strict
;

use
 
warnings
;

my
 
$THE_INSTANCE
;

sub
 
new
 
{

    
my
 
(
$class
)
 
=
 
@_
;

    
if
 
(
!
 
defined
 
$THE_INSTANCE
)
 
{

        
$THE_INSTANCE
 
=
 
bless
 
{
 
},
 
$class
;

    
}

    
return
 
$THE_INSTANCE
;

}

```

Si le module Moose est utilisé, il y a l'extension MooseX::Singleton